# السيد قشطة (فلم)
السيد قشطة هو فيلم مصري، من تأليف وإخراج إبراهيم عفيفي، ومن إنتاج شركة أفلام مصر العربية، وبطولة كل من إلهام شاهين وعادل أدهم وسهير البابلي.

## القصة
تدور أحداث الفيلم حول السيد قشطة (عادل أدهم)، التاجر الذي يعيش في منطقة شعبية، ومتزوج من امرأة عاقر لا تنجب، لكنه يعيش حياة هادئة وقانع بنصيبه. وفي ذات يوم تحوم حول السيد قشطة فتاة شابة طامعة في أمواله بشتى السبل، وتنجح هذه الفتاة بالفعل في أن توقعه في شباكها بالرغم من كونها على علاقة حب مع شاب فقير مثلها، فيطلق السيد قشطة زوجته من أجل هذه الفتاة ويعيش معها أملًا في الإنجاب لكنه ما يلبث أن يطلقها ثلاث مرات، ويحتاج الأمر لزواجها من محلل، ولا يجد أمامه سوى أحمد أن يفعل ذلك.

## طاقم التمثيل
- عادل أدهم
- سهير البابلي
- محسن محي الدين
- إلهام شاهين
- سيد زيان
- نعيمة الصغير
- أحمد بدير
- محمد رضا
- أمل إبراهيم
- منى درويش
- حسن الديب
- وحيد حمدي
- يوسف داود
- نصر حماد
- عبد المنعم المرصفي
- محمد وجيه
- زيزي فريد
- سيد العربي
- عاطف بركات

## وصلات خارجية
- مقالات تستعمل روابط فنية بلا صلة مع ويكي بيانات